# Betsham
Betsham är en ort i grevskapet Kent i sydöstra England. Orten ligger i distriktet Dartford, cirka 1 kilometer nordväst om Southfleet och cirka 5 kilometer sydväst om Gravesend. Tätorten (built-up area) hade 409 invånare vid folkräkningen år 2011.